# جمهوری دومینیکن در المپیک تابستانی ۲۰۲۴
کاروان المپیکی جمهوری دومینیکن، یکی از کاروان‌های شرکت‌کننده در بازی‌های المپیک تابستانی ۲۰۲۴ بود. این دوره از بازی‌ها از ۲۶ ژوئیه تا ۱۱ اوت ۲۰۲۴ (۵ تا ۲۱ امرداد ۱۴۰۳ خورشیدی) به میزبانی پاریس، پایتخت فرانسه برگزار شد.  این کاروان در این دوره، شانزدهمین حضور رسمی خود را تجربه کرد.
این کاروان، با کسب یک مدال طلا و دو مدال برنز در رتبه پنجاه و پنجم رده‌بندی کلی المپیک قرار گرفت.

## مدال‌آوران
| مدال | ورزشکار           | ورزش        | رویداد       | تاریخ |
| ---- | ----------------- | ----------- | ------------ | ----- |
| طلا  | ماریلیدی پائولینو | دو و میدانی | ۴۰۰ متر زنان | ۹ اوت |
| برنز | جونیور آلکانتارا  | بوکس        | ۵۱ ک.گ مردان | اوت   |
| برنز | کریستین پینالس    | بوس         | ۸۰ ک.گ مردان | اوت   |

| مدال براساس ورزش | مدال براساس ورزش | مدال براساس ورزش | مدال براساس ورزش | مدال براساس ورزش |
| ---------------- | ---------------- | ---------------- | ---------------- | ---------------- |
| ورزش             | 1                | 2                | 3                | کل               |
| دو و میدانی      | ۱                | ۰                | ۰                | ۱                |
| بوکس             | ۰                | ۰                | ۲                | ۲                |
| کل               | ۱                | ۰                | ۲                | ۳                |

| مدال براساس جنسیت | مدال براساس جنسیت | مدال براساس جنسیت | مدال براساس جنسیت | مدال براساس جنسیت |
| ----------------- | ----------------- | ----------------- | ----------------- | ----------------- |
| جنسیت             | 1                 | 2                 | 3                 | کل                |
| مردان             | ۰                 | ۰                 | ۲                 | ۲                 |
| زنان              | ۱                 | ۰                 | ۰                 | ۱                 |
| مختلط             | ۰                 | ۰                 | ۰                 | ۰                 |
| کل                | ۱                 | ۰                 | ۲                 | ۳                 |

| مدال براساس تاریخ | مدال براساس تاریخ | مدال براساس تاریخ | مدال براساس تاریخ | مدال براساس تاریخ | مدال براساس تاریخ |
| ----------------- | ----------------- | ----------------- | ----------------- | ----------------- | ----------------- |
| تاریخ             | 1                 | 2                 | 3                 | کل                |                   |
| ۴ اوت             | ۰                 | ۰                 | ۲                 | ۲                 |                   |
| ۹ اوت             | ۱                 | ۰                 | ۰                 | ۱                 |                   |
| کل                | ۱                 | ۰                 | ۲                 | ۳                 |                   |

## شرکت‌کنندگان
ورزشکاران این کاروان در رشته‌های زیر به رقابت با دیگران پرداختند.
| ورزش        | مردان | زنان | مجموع |
| ----------- | ----- | ---- | ----- |
| دو و میدانی | ۵     | ۴    | ۹     |
| بوکس        | ۲     | ۱    | ۳     |
| شیرجه       | ۲     | ۱    | ۳     |
| سوارکاری    | ۰     | ۱    | ۱     |
| فوتبال      | ۱۸    | ۰    | ۱۸    |
| ژیمناستیک   | ۱     | ۰    | ۱     |
| جودو        | ۱     | ۱    | ۲     |
| تیراندازی   | ۱     | ۰    | ۱     |
| شنا         | ۱     | ۱    | ۲     |
| تکواندو     | ۱     | ۱    | ۲     |
| والیبال     | ۰     | ۱۲   | ۱۲    |
| وزنه‌برداری  | ۰     | ۳    | ۳     |
| کشتی        | ۱     | ۰    | ۱     |
| مجموع       | ۳۳    | ۲۵   | ۵۸    |